# Tomba del Triclinio
La Tomba del Triclinio è una tomba situata nella necropoli dei Monterozzi di Tarquinia, Lazio. Scoperta nel 1830, risale al  500-475 a.C. circa e nel 1949 i suoi affreschi sono stati staccati per le cattive condizioni del calcare, riportati su tela e attualmente sono conservati nel Museo Nazionale Etrusco di Tarquinia. Presenta una pianta rettangolare, di proporzioni superiori alla media, alla quale si arriva attraverso una ripida gradinata in discesa. La vivacità dei colori, la tecnica e lo stile con cui l’autore si sofferma sui particolari, fanno pensare a un autore greco.

## Affreschi
È la più famosa delle tombe di Tarquinia e prende il nome dai triclini su cui sono sdraiati i protagonisti mentre fanno un banchetto con musici e danzatori intorno.  
Il soffitto è a doppio spiovente, con un disegno geometrico sul columen centrale e un motivo a scacchi sugli spioventi. 
Nella parete di fondo, troviamo tre coppie di uomini e donne semisdraiati sui triclini, con i servitori intorno e davanti i tavoli con le vivande.
Nelle pareti laterali ci sono musici e danzatori: a sinistra il suonatore di doppio flauto e a destra il danzatore insieme al suonatore di cetra. Le pareti sono decorate da una vegetazione che fa da fondale alla scena, distendendosi anche sulle pareti laterali. 
In basso è presente un fregio decorato con delle onde marine e una cornice superiore con un’edera rampicante. Uccelli e altri animali ravvivano la scena. 
Ai lati della porta troviamo due cavalieri.